# Melbourne City FC
Melbourne City Football Club je australský fotbalový klub z Melbourne. Hraje A-League, nejvyšší soutěž v Austrálii. Byl založen v roce 2009 jako Melbourne Heart. Pod tímto názvem soutěžil od sezóny 2010/11 do sezóny 2013/14. V roce 2014 se přejmenoval na Melbourne City.
Vyhrál třikrát A-League Premiership a jedenkrát A-League Championship. Také jednou vyhrál pohár.
Domácím stadionem Melbourne City je Melbourne Rectangular Stadium, známý jako AAMI Park, má kapacitu 30 050 diváků.